# 国王学院礼拜堂

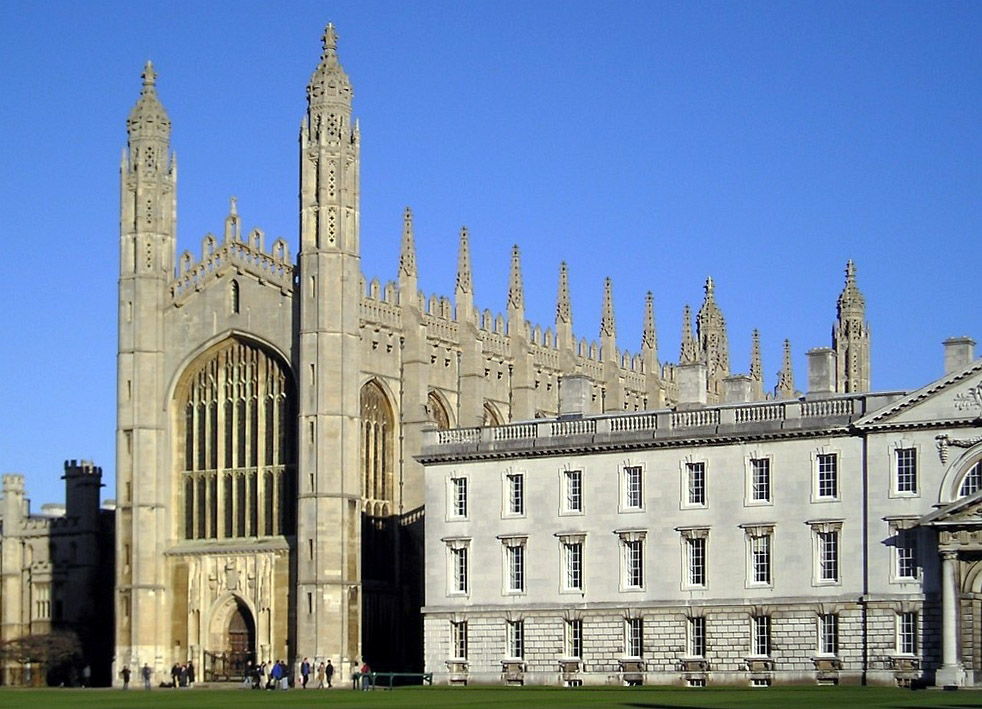
国王学院礼拜堂

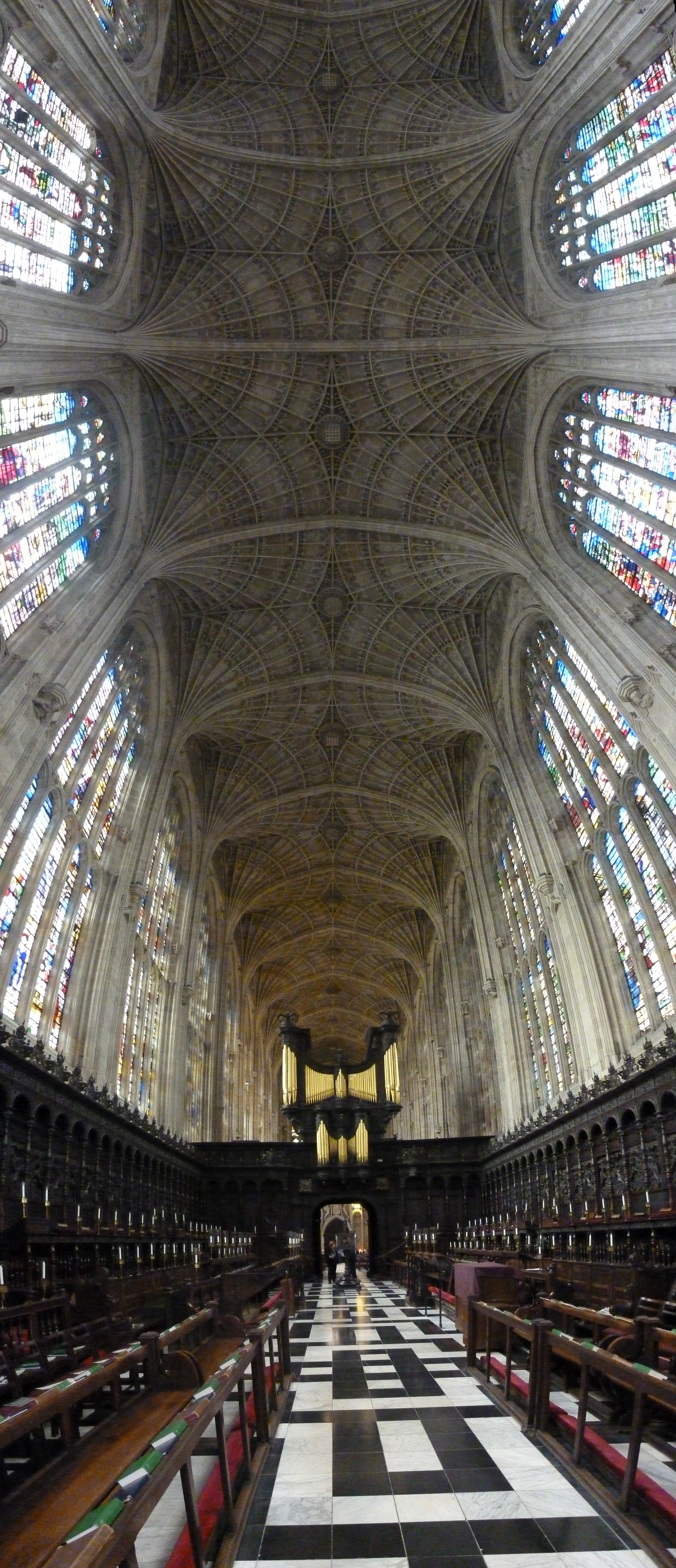
扇形拱顶

国王学院礼拜堂（King's College Chapel）是剑桥大学国王学院的礼拜堂，英国垂直哥特式建筑的代表作品。 其早期文艺复兴圣坛屏是1532年至1536年的作品，具有鲜明对比的风格，被尼古劳斯佩夫斯纳爵士称为“英格兰尚存最精美的一块意大利装饰”。
1440年和1441年，亨利六世创建了伊顿公学和剑桥大学国王学院，两校的礼拜堂非常相似，不过伊顿公学礼拜堂未能完成。国王决定礼拜堂的尺寸。关于建筑师是谁尚有争议。 亨利本人于1446年7月25日为礼拜堂奠基。到理查三世在位末期（1485），虽然在进行玫瑰战争，还是完成了屋顶。亨利七世在1506年来访时留下了钱，使工程能在他死后继续。1515年，亨利八世在位时，建筑完成。
礼拜堂长289英尺（88），宽40英尺（12）. 室内高度80英尺（24），外部高度94英尺（29）. 它拥有世界上最大的扇形拱顶，由石匠约翰Wastell建于1512和1515年。还有美丽的中世纪花窗玻璃，祭坛上面的《三博士朝拜》是鲁本斯的作品，绘于1634年，原在比利时鲁汶修女院，1968年来到此堂。
在英国内战期间，礼拜堂被奥利弗·克伦威尔的军队用作训练场，但是未受严重损害，可能是因为克伦威尔本人是剑桥大学的学生。在祭坛附近的墙壁上仍可见到议会士兵留下的涂鸦。第二次世界大战期间，大部分花窗玻璃被移走，礼拜堂再次逃脱损害。

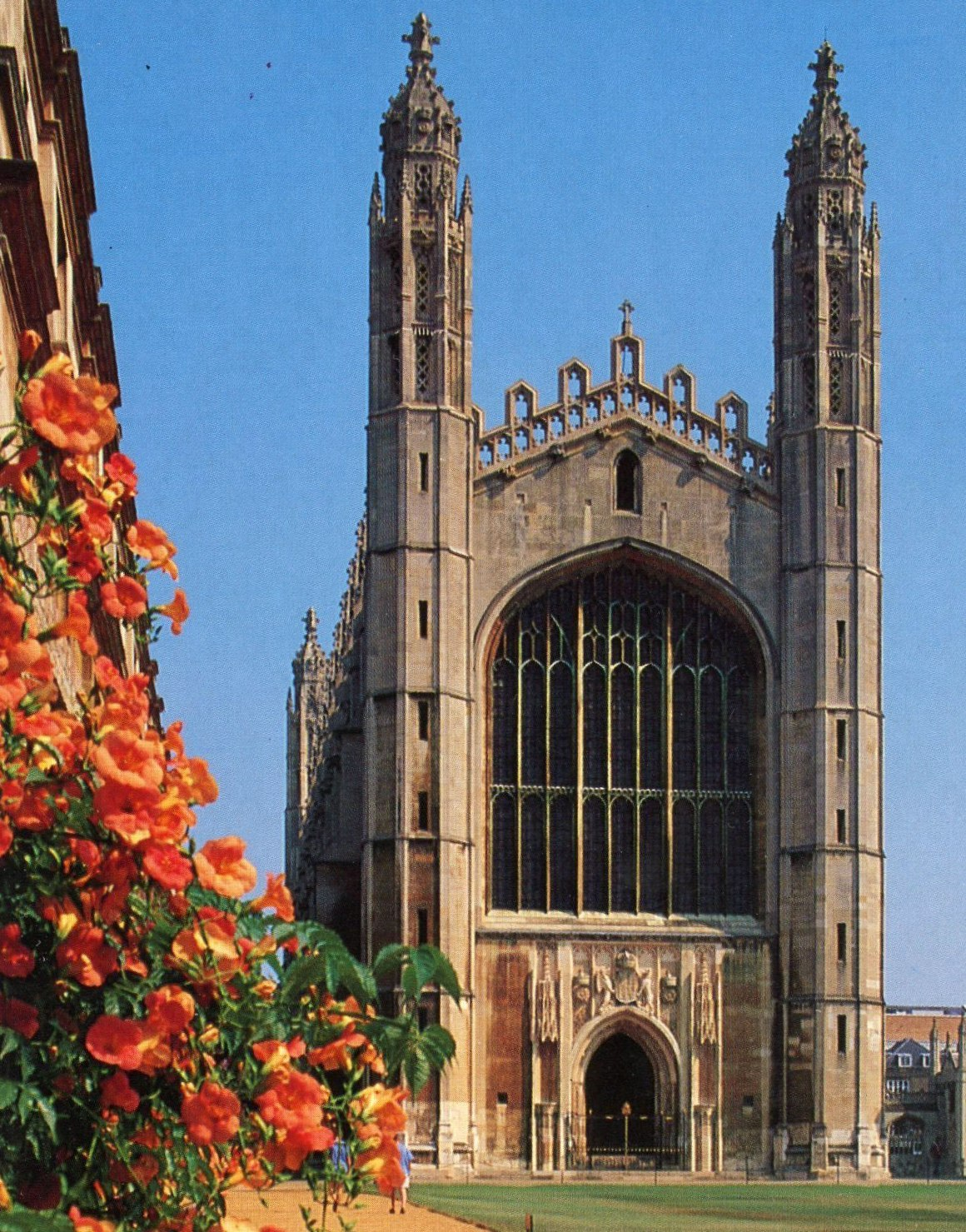